# Saison 7 de Top Chef
La septième saison de Top Chef, émission de télévision franco-belge de téléréalité culinaire est diffusée sur M6 et sur RTL-TVI du 25 janvier au 18 avril 2016. Elle est animée par Stéphane Rotenberg. Le second de cuisine Xavier Pincemin a remporté cette édition et 52 500 €.

## Participants

### Jury
Le jury comprend les chefs Philippe Etchebest, Michel Sarran, Hélène Darroze et Jean-François Piège.
Ils sélectionnent les candidats qui intègrent le concours lors de la première émission et désignent lors de l'épreuve de Dernière chance, chaque semaine en fin d'émission, le plat le moins convaincant qui entraîne l'élimination d'un candidat.
Sur les autres épreuves, le jury comprend également des personnalités invitées et des chefs renommés avec notamment Michel Rostang, Christophe Aribert, Jean-Georges Klein, Olivier Bellin, Yves Camdeborde, Christian Le Squer, Christian Constant,  Jean-Luc Rabanel, Éric Guérin, Pierre Marcolini, Cédric Grolet, Michel Guérard, Pierre Gagnaire, Arnaud Donckele, Sylvain Guillemot.

### Candidats
La saison 7 comprend seize candidats,,,,. Cela en fait une des saisons de Top Chef avec le plus de candidats au départ, avec la saison 4 (16 candidats) et la saison 5 (22 candidats).
| Candidat | Candidat           | Âge    | Localisation                 | Profession                                                          | Statut                      |
| -------- | ------------------ | ------ | ---------------------------- | ------------------------------------------------------------------- | --------------------------- |
| ♂        | Xavier Pincemin    | 25 ans | Versailles (Yvelines)        | Second de cuisine au Gordon Ramsay au Trianon Palace                | Vainqueur                   |
| ♀        | Coline Faulquier   | 26 ans | Marseille (Bouches-du-Rhône) | Chef à domicile Les Dîners Faulquier                                | Finaliste                   |
| ♂        | Thomas Murer       | 27 ans | Luxembourg                   | Second de cuisine à La Mirabelle                                    | Demi-finaliste              |
| ♂        | Pierre Éon         | 25 ans | Saint-Tropez (Var)           | Chef adjoint du restaurant Maison et Hôtel Sibuet                   | Éliminé le 4 avril 2016     |
| ♂        | Gabriel Évin       | 22 ans | Arpajon (Essonne)            | Second de cuisine du restaurant Sabayon à Morangis                  | Éliminé le 28 mars 2016     |
| ♂        | Franck Radiu       | 35 ans | Valras-Plage (Hérault)       | Chef de son propre restaurant O'Fagot                               | Éliminé le 21 mars 2016     |
| ♂        | Charles Gantois    | 20 ans | Èze (Alpes-Maritimes)        | Commis et vainqueur d'Objectif Top Chef                             | Éliminé le 14 mars 2016     |
| ♀        | Joy-Astrid Poinsot | 25 ans | Arnay-le-Duc (Côte-d'Or)     | Second de cuisine dans le restaurant familial Chez Camille          | Éliminée le 7 mars 2016     |
| ♂        | Kévin Roquet       | 23 ans | Wanze                        | Second de cuisine du restaurant Un Temps pour Soi                   | Éliminé le 29 février 2016  |
| ♂        | Pierre Meneau      | 29 ans | Paris                        | Chef de son propre restaurant Crom’Exquis, fils du chef Marc Meneau | Éliminé le 22 février 2016  |
| ♀        | Sarah Gade         | 25 ans | Paris                        | Sous-chef du restaurant Relais Saint-Germain                        | Éliminée le 15 février 2016 |
| ♂        | Wilfried Graux     | 27 ans | Paris                        | Chef de cuisine dans le palace Molitor                              | Éliminé le 8 février 2016   |
| ♂        | Clément Bruneau    | 34 ans | Lormont (Gironde)            | Second de cuisine au Prince Noir à Yvrac                            | Éliminé le 1er février 2016 |
| ♂        | Alexandre Moormann | 30 ans | Bruxelles                    | Chef de cuisine de la partie traiteur de la Villa Lorraine          | Éliminé le 25 janvier 2016  |
| ♂        | Nicolas Seibold    | 22 ans | Paris                        | Demi-chef de partie du restaurant La Dame de Pic                    | Éliminé le 25 janvier 2016  |
| ♂        | Clément Torres     | 29 ans | Toulouse (Haute-Garonne)     | Second de cuisine Au Temps Passé                                    | Éliminé le 25 janvier 2016  |

### Progression des candidats
| Candidat           | Épisode 1            | Épisode 2 | Épisode 3 | Épisode 4 | Épisode 5 | Épisode 6 | Épisode 7 | Épisode 8 | Épisode 9  | Épisode 10 | Épisode 11 | Épisode 12             | Épisode 13 |
| ------------------ | -------------------- | --------- | --------- | --------- | --------- | --------- | --------- | --------- | ---------- | ---------- | ---------- | ---------------------- | ---------- |
| Xavier Pincemin    | Épreuve 2            | Épreuve 2 | D.C.      | Épreuve 2 | Épreuve 2 | Épreuve 2 | Épreuve 1 | D.C.      | Épreuve    | D.C.       | Épreuve 1  | Qualifié avec 2 points | Gagnant    |
| Coline Faulquier   | Épreuve 4            | Épreuve 1 | Épreuve 2 | D.C.      | Épreuve 2 | Épreuve 3 | D.C.      | Épreuve 2 | D.C.       | Épreuve 2  | D.C.       | Qualifiée avec 1 point | Perdante   |
| Thomas Murer       | Épreuve 1            | D.C.      | Épreuve 2 | Épreuve 1 | D.C.      | D.C.      | Épreuve 2 | D.C.      | Épreuve    | D.C.       | Épreuve 2  | Éliminé avec 1 point   | [ note 3 ] |
| Pierre Éon         | Épreuve 1            | Épreuve 2 | D.C.      | D.C.      | D.C.      | Épreuve 2 | Épreuve 1 | Épreuve 2 | D.C.       | Épreuve 1  | Éliminé    |                        | [ note 3 ] |
| Gabriel Évin       | Épreuve 2            | Épreuve 2 | D.C.      | D.C.      | Épreuve 2 | Épreuve 1 | Épreuve 1 | D.C.      | D.C.       | Éliminé    |            |                        | [ note 3 ] |
| Franck Radiu       | Épreuve 2            | Épreuve 2 | Épreuve 2 | Épreuve 2 | D.C.      | D.C.      | Épreuve 2 | Épreuve 1 | Éliminé    |            |            |                        | [ note 3 ] |
| Charles Gantois    | Épreuve 4            | D.C.      | Épreuve 2 | Épreuve 1 | Épreuve 1 | Épreuve 3 | Épreuve 1 | Éliminé   |            |            |            |                        | [ note 3 ] |
| Joy-Astrid Poinsot | Repêchée (épreuve 1) | Épreuve 1 | D.C.      | D.C.      | Épreuve 1 | Épreuve 1 | Éliminée  |           | [ note 3 ] |            |            |                        | [ note 3 ] |
| Kévin Roquet       | Épreuve 3            | Épreuve 1 | Épreuve 2 | D.C.      | D.C.      | Éliminé   |           |           | [ note 3 ] |            |            |                        | [ note 3 ] |
| Pierre Meneau      | Épreuve 3            | D.C.      | D.C.      | D.C.      | Éliminé   |           |           |           | [ note 3 ] |            |            |                        | [ note 3 ] |
| Sarah Gade         | Épreuve 3            | Épreuve 2 | Épreuve 2 | Éliminée  |           |           |           |           |            |            |            |                        |            |
| Wilfried Graux     | Épreuve 1            | Épreuve 2 | Éliminé   |           |           |           |           |           |            |            |            |                        |            |
| Clément Bruneau    | Épreuve 4            | Éliminé   |           |           |           |           |           |           |            |            |            |                        |            |
| Alexandre Moormann | Éliminé (épreuve 4)  |           |           |           |           |           |           |           |            |            |            |                        |            |
| Nicolas Seibold    | Éliminé (épreuve 3)  |           |           |           |           |           |           |           |            |            |            |                        |            |
| Clément Torres     | Éliminé (épreuve 2)  |           |           |           |           |           |           |           |            |            |            |                        |            |

Légende :
- Sauf mention plus explicite ou note, « Épreuve 1 » / « Épreuve 2 » / « Épreuve 3 » / « Épreuve 4 » / « D.C. », signifie que le candidat s'est qualifié pour la semaine suivante grâce à une qualification lors de l'épreuve 1 de la semaine / l'épreuve 2 / l'épreuve 3 / l'épreuve 4 / l'épreuve de la Dernière chance
- Sauf mention plus explicite, Éliminé, signifie que le candidat a été éliminé à l'issue de l'épreuve de la Dernière chance
- concerne les candidats participant à une épreuve de la dernière chance
- indique que le candidat est présent lors de l'épisode en tant que commis après avoir été précédemment éliminé de la compétition

Notes :
1. 1 2 3 4 5 6  Épreuves de la guerre des chefs
2. 1 2  Épreuve de la guerre des restos
3. 1 2 3 4 5 6 7 8 9 10 11  Le candidat est présent dans cette épreuve en tant que commis pour aider les candidats encore en lice

## Déroulement

### Episode 1
Cet épisode est diffusé pour la première fois le lundi 25 janvier 2016.
Seize candidats sont en lice pour concourir à la saison 7 de Top Chef. Les qualifications ont toutes lieu dans les cuisines de Top Chef et se font par groupe de quatre candidats, avec trois candidats qualifiés par groupe après dégustation de leur assiette par un chef et un candidat de chaque groupe mis sur la sellette. Les assiettes des quatre candidats mis sur la sellette sont dégustées une nouvelle fois en fin d'émission par les trois chefs Philippe Etchebest, Hélène Darroze et Michel Sarran et un seul de ces candidats sera sauvé de l'élimination. Le chef Jean-François Piège ne participe à ce premier épisode.
Le thème de la première épreuve est donné par le chef Philippe Etchebest : il attend un plat exceptionnel à base d'un ingrédient basique : les pâtes. S'y affrontent Wilfried, Joy-Astrid, Pierre E. et Thomas. Le chef Philippe Etchebest a un coup de cœur pour les pâtes fraîches bicolores en deux façons de Wilfried tandis que Pierre E. (cannelloni de tagliatelles tressés sauce carbonara) et Thomas (timbale de bucatini au potiron et Saint-Jacques) sont également qualifiés. Joy-Astrid est mise sur la sellette avec son assiette de bucatini aux trois farces.
Dans la deuxième épreuve, Hélène Darroze demande aux candidats de sublimer un plat familial : les tomates farcies. Elle attend que Gabriel, Xavier, Franck et Clément T. les transforment et en retravaillent le visuel. Xavier obtient le coup de cœur du chef avec son assiette de ballottine de tomates farcies au tartare de saumon. Franck est également qualifié avec son hot-dog de tomates farcies et ses deux gelées, de même que Gabriel avec sa raviole de tartare moules et couteaux. Clément T. est mis sur la sellette avec son assiette de gelée de tomates vertes, farce moules, couteaux et légumes.
La troisième épreuve est encore une fois dirigée par le chef Etchebest qui demande à Pierre M., Sarah, Kévin et Nicolas de réaliser une recette originale autour du canard, ingrédient avec lequel Etchebest avait obtenu le titre de meilleur ouvrier de France. Le coup de cœur du chef va à l'assiette de Kévin : canard rôti et en cromesqui. Sarah est qualifiée avec son carpaccio canard foie gras et hamburger de canard ainsi que Pierre M. qui a proposé un ceviche de canard foie gras et sa marinade. Nicolas se retrouve sur la sellette avec son canard rôti, jus au cidre et mousseline de carottes.
Pour la quatrième épreuve, les quatre derniers candidats doivent bluffer Michel Sarran à partir d'un panier imposé dont les deux ingrédients principaux sont la lotte et le chou. Ces ingrédients sont à la base du plat qui a permis à Michel Sarran d'obtenir sa deuxième étoile au Guide Michelin. Alexandre, Coline, Clément B. sont en compétition avec Charles, gagnant de la dernière saison d'Objectif Top Chef. Clément sort du lot avec sa lotte cuite façon meunière, lotte rôtie et ballotine de choux cavalier. Charles avec sa lotte au jambon, petits légumes et sauce yuzu et Coline avec sa lotte en viennoise de jambon sec sont également qualifiés. Alexandre déçoit avec sa lotte au beurre, polenta et embeurrée de choux qu'il intitule lui-même "give me a lotte". Il est mis sur la sellette à son tour.
Hors antenne, les plats de Joy-Astrid, Alexandre, Nicolas et Clément T. sont goûtés une nouvelle fois par Philippe Etchebest, Hélène Darroze et Michel Sarran et c'est Joy-Astrid qui est sauvée et qualifiée à son tour. Alexandre, Nicolas et Clément T. sont éliminés,,,.

### Episode 2
Cet épisode est diffusé pour la première fois le lundi 1er février 2016.
La première épreuve, dite "épreuve des commis", a lieu en extérieur. Elle a pour but de qualifier trois candidats parmi un premier groupe de quatre comprenant Thomas, Joy-Astrid, Coline et Kévin. Ces candidats sont répartis en deux binômes et chaque équipe  doit réaliser une recette de sole et une recette d'agneau. Pour chacune des recettes, un candidat joue le rôle de chef avec pour commis son binôme et soit Philippe Etchebest soit Michel Sarran. Ce dernier évalue la capacité des candidats à encadrer des commis. Joy-Astrid décide de réaliser une sole farcie aux herbes et aux coques avec l'aide de Thomas et de Michel Sarran. En face, Kévin dirige Coline et Philippe Etchebest pour cuisiner une sole nappée de beurre et de gingembre. Pour le plat à base d'agneau, Thomas réalise une recette à l'orientale avec Joy-Astrid et Michel Sarran tandis que Coline doit diriger Kévin et Philippe Etchebest.
Les plats sont jugés par neuf chefs étoilés cumulant seize étoiles, comprenant notamment Michel Rostang, Christophe Aribert, Bernard Leprince, Jean-Georges Klein, Gaël Orieux. Ils préfèrent à l'unanimité les plats de l'équipe de Coline et Kévin, la différence s'étant faite essentiellement sur l'assiette de sole. C'est donc Michel Sarran qui doit envoyer en dernière chance un des deux candidats ayant travaillé avec lui. Son choix se porte sur Thomas, qu'il a trouvé moins communicant que Joy-Astrid dans sa gestion de l'équipe.
Les neuf autres candidats s'affrontent par groupe de trois dans les cuisines de Top Chef et doivent tenter de faire aimer à un membre du jury un plat basé sur un produit qu'il déteste. Wilfried, Charles et Pierre E. doivent tenter de faire apprécier des rognons à Michel Sarran. Ils sont aidés par Philippe Etchebest. Wilfried prend le parti osé de cuisiner un rognon cru. Pierre tente l'association avec la framboise tandis que Charles réalise un rognon frit. Wilfried et Pierre sont qualifiés, Michel Sarran trouvant le goût du rognon encore trop prononcé dans l'assiette de Charles. Gabriel, Clément et Xavier sont aidés par Hélène Darroze pour présenter des endives à Philippe Etchebest. L'assiette de Xavier est préférée et Clément est envoyé en dernière chance, avec une association endive-orange que Philippe Etchebest trouve classique. Enfin Michel Sarran aide Sarah, Franck et Pierre M. à cuisiner du céleri pour Hélène Darroze. La raviole de Pierre laisse Hélène Darroze perplexe et il est envoyé en dernière chance.
Les quatre candidats envoyés en dernière chance, Thomas, Charles, Clément et Pierre M., ont une heure pour cuisiner l'œuf avec seulement six œufs à disposition pour préparer deux assiettes. Les assiettes des candidats sont jugées par les trois chefs et Jean-François Piège. A l'issue des dégustations l'assiette de Thomas est distinguée par le jury. Le jury qualifie également Charles. Le jury explique que les assiettes de Pierre et Clément ont été moins convaincantes et c'est Clément qui est finalement éliminé de cet épisode,.

### Episode 3
Cet épisode est diffusé pour la première fois le lundi 8 février 2016.
Dans cette épreuve tournée dans les cuisines de Top Chef, Joy-Astrid, Xavier, Gabriel et Pierre E. affrontent les chefs Hélène Darroze, Michel Sarran et Philippe Etchebest dans l'épreuve de la boîte noire, où ils doivent reproduire à l'identique un plat du chef Olivier Bellin à base de langoustine, risotto de potimarron et sauce au boudin noir. A la dégustation, Olivier Bellin trouve les deux assiettes très réussies mais préfère celle des chefs. Les quatre candidats sont envoyés en dernière chance.
La deuxième épreuve a lieu sur la place Royale de Labastide-d'Armagnac, où Hélène Darroze a commencé à s'initier à la cuisine. Les huit candidats restants sont répartis en quatre binômes. Philippe Etchebest coache le binôme Sarah / Thomas qui doit réinventer le chou farci ainsi que le duo formé par Franck et Kévin qui travaille sur le lapin à la moutarde. Charles et Coline travaillent sur les encornets avec l'aide de Michel Sarran. Wilfried et Pierre M. réalisent un pot-au-feu, en étant suivis eux aussi par Michel Sarran. Lors des trente dernières minutes de l'épreuve, un seul membre de chaque équipe doit finir seul le plat, après que les chefs ont pris par surprise les candidats en écartant celui de chaque binôme qui dominait l'autre.
La dégustation est faite par Hélène Darroze et quatre amies proches : Suzy Palatin (auteure de livres de cuisine), Ariane Daguin (propriétaire d'une société de produits gastronomiques aux États-Unis), Catherine Roig (rédactrice en chef d'un magazine féminin) et Caroline Rostang (directrice de restaurant). L'encornet farci de Charles et Coline est le coup de cœur du jury tandis que Pierre M. et Wilfried sont envoyés en dernière chance, les autres candidats étant qualifiés..
Pour l'épreuve de la dernière chance, Wilfried, Pierre M., Joy-Astrid, Xavier, Gabriel et Pierre E. ont une heure pour cuisiner un plat à base d'ananas. Les assiettes des candidats sont jugées par les trois chefs rejoints par Jean-François Piège. Peu de dégustations séduisent et c'est finalement Wilfried qui se retrouve éliminé,,.

### Episode 4
Cet épisode est diffusé pour la première fois le lundi 15 février 2016.
Dans cet épisode, les onze candidats restants sont répartis en un groupe de six et un groupe de cinq candidats.
Les six premiers candidats, Pierre E., Sarah, Thomas, Gabriel, Kévin et Charles, sont mis dans les conditions du concours de Meilleur ouvrier de France dans les cuisines de Top Chef. Ils doivent réaliser un poulet aux écrevisses, pommes dauphines à partir d'un panier identique et d'une fiche technique à respecter. Pendant l'épreuve, leur technicité et leur organisation sont scrutées par Philippe Etchebest, Johan Leclerre et François Adamski, meilleurs ouvriers de France, qui peuvent sanctionner les fautes techniques d'un carton rouge. Les candidats qui reçoivent deux cartons rouges sont éliminés de l'épreuve et envoyés directement en dernière chance, sans pouvoir terminer leur plat et passer en dégustation.
Kévin reçoit un premier carton rouge pour ne pas avoir respecté les consignes de cuisson des écrevisses et un second immédiatement après pour ne pas les avoir châtrées avant cuisson. Il est le premier exclu de l'épreuve. Sarah reçoit un premier avertissement pour ne pas avoir respecté les consignes de découpe du poulet puis un second pour avoir jeté les têtes d'écrevisses au lieu de les utiliser pour la bisque. Elle quitte la cuisine à son tour. Pierre est également éliminé après un premier avertissement pour ne pas avoir habillé correctement sa volaille puis un second car il ne réalise pas la pâte à choux demandée. Enfin, Gabriel est éliminé après un carton rouge pour ne pas avoir châtré les écrevisses avant cuisson et un second carton pour le manque d'organisation de son plan de travail.
Thomas reçoit un seul avertissement pour ne pas avoir habillé correctement sa volaille avant de la découper. Charles reçoit également un seul carton rouge. Ils peuvent tous les deux présenter leur assiette aux chefs. A la dégustation, les deux candidats sont qualifiés.
Joy-Astrid, Pierre M., Coline, Franck et Xavier s'affrontent dans l'épreuve des mentors, tournée elle aussi dans les cuisines de Top Chef. Chaque candidat reçoit la visite de la personne qui a été son mentor en cuisine. Les candidats reçoivent ensuite un panier constitué par leur mentor à partir duquel ils doivent réaliser un plat qui sera dégusté par le jury constitué des cinq mentors réunis. Chaque dégustation donnera lieu à un duel à l'aveugle puisqu'un autre candidat devra également réaliser des assiettes à partir du même panier. Les candidats qui ne gagent pas le vote du jury sur leur panier seront envoyés en dernière chance. 
Le mentor de Franck est le gagnant de la saison 5 de Top Chef, Pierre Augé, qui a confectionné un panier avec des encornets. C'est Joy-Astrid qui devra travailler le même panier, tandis qu'elle reçoit le panier de son père Armand Poinsot, composé de volailles et d'escargots. Sur ce dernier, elle affrontera Coline. Celle-ci reçoit le panier de sole de son mentor en cuisine, le meilleur ouvrier de France Éric Robert, avec qui elle a fait son apprentissage. Sur ce panier, elle est opposée à Xavier, qui reçoit son panier de son chef Simone Zanoni, doublement étoilé. Le même contenu, foie gras, ris de veau, est confié à Pierre M. Ce dernier reçoit le panier de son père Marc Meneau, chef triplement étoilé. Le turbot et os à moelle sont également confiés à Franck.
Sur le panier de Pierre Augé c'est Franck qui, malgré le manque d'assaisonnements de son plat, se qualifie face à Joy-Astrid. Armand Poinsot trouve que sa fille Joy-Astrid a mieux traité son panier que Coline, mais la majorité du jury préfère le plat de Coline. Joy-Astrid part donc en dernière chance. Coline, à l'inverse, ne recueille ni le vote de son mentor ni celui du jury sur son plat de sole. Elle part également en dernière chance. Sur le panier de Simone Zanoni, c'est bien Xavier qui est devant et qui est qualifié, malgré une pâte de tortellini ratée. Enfin Pierre M. ne recueille pas le vote du jury ni même celui de son père sur son assiette de turbot rôti, inspiré d'une recette de Marc Meneau. Il part à son tour en dernière chance.
Sarah, Gabriel, Joy-Astrid, Coline, Kévin et les deux Pierre sont donc en épreuve dernière chance. Ils doivent revisiter un plat que les enfants connaissent bien : le cordon bleu. Ils proposent chacun des plats très différents et des revisites parfois trop extrêmes au goût du jury. Après les dégustations, les quatre jurés avouent ne pas avoir eu de coup de cœur. Toutefois, trois candidats se détachent du lot : Gabriel, Pierre E. et Joy-Astrid. Et le plat qui n'a, à l'unanimité, pas plu aux chefs est celui de Sarah, qui est donc éliminée de la compétition de Top Chef,,.

### Episode 5
Cet épisode est diffusé pour la première fois le lundi 22 février 2016.
Les dix candidats sont répartis en deux groupes : Thomas, Joy-Astrid, Franck et Charles devront affronter Philippe Etchebest dans les cuisines de Top Chef. Coline, Pierre E., Kévin, Gabriel, Xavier et Pierre M. devront réaliser des bouchées apéritives en extérieur.
Dans la première épreuve, quatre candidats : Thomas, Joy-Astrid, Franck et Charles peuvent se qualifier en battant Philippe Etchebest sur le thème des entrées de bistrot. Chaque candidat a une recette à faire, tandis que Philippe Etchebest doit réaliser les quatre recettes et ne dispose que de quelques minutes d'avance pour aller au garde-manger et préparer son plan de travail. C'est Yves Camdeborde qui jugera les assiettes à l'aveugle et choisira le vainqueur de chaque duel. Thomas doit réaliser un maquereau au vin blanc et le traite en maquereau poché et condiment pomme-moutarde ; Joy-Astrid traite l'avocat crevettes en mousse d'avocat, tuile de crevettes et gelée de crevettes ; Franck revisite les carottes râpées et prépare des fleurs de carottes garnies de tartare de carottes et fine gelée ; Charles a pour sujet la tomate mozzarella et réalise une chartreuse de tomates, espuma de mozzarella.
De son côté, Philippe Etchebest réalise un maquereau poché, gelée de fumet de maquereau et billes de carotte, un gaspacho d'avocat, crevettes sautées et tuile de crevettes, une gelée râpée de carottes et tonneaux de carottes et une tomate-mozzarella inversée, farce de brunoise tomates et mozzarella. A la fin de l'épreuve, il n'arrive pas à dresser convenablement son avocat-crevettes. A la dégustation Yves Camdeborde préfère les assiettes d'entrée de Joy-Astrid («une assiette de palace») et de Charles à celles correspondantes de Philippe. Par contre, il préfère les assiettes de Philippe Etchebest sur les entrées attribuées à Thomas («limite hors sujet») et Franck. Ces deux candidats sont donc envoyés en dernière chance.
Les six autres participants sont chargés de réaliser des bouchées apéritives gastronomiques. Dans un premier temps, ils travaillent en binômes. Pierre E. et Pierre M. sont coachés par Philippe Etchebest ; Gabriel et Kévin sont suivis par Hélène Darroze ; Coline et Xavier sont pris en main par Michel Sarran. Les bouchées apéritives sont dégustées par les trois chefs et leurs neuf invités : Christian Le Squer (chef trois étoiles), Philippe Gauvreau (chef deux étoiles), Christian Constant (chef une étoile), Benoît Castel, Romain Farnell, Michel Portos, Flora Mikula, Meryem Cherkaoui et un dernier convive non identifié dans l'émission. C'est la bouchée de Xavier et Coline qui est préférée, et ces deux candidats sont qualifiés pour la semaine suivante. Les quatre autres candidats doivent alors réaliser une nouvelle bouchée apéritive, mais cette fois-ci individuellement. A la dégustation, c'est Gabriel qui est qualifié à son tour.
Pierre E., Pierre M., Kévin rejoignent Thomas et Franck en dernière chance. Le thème imposé n'est pas un produit unique comme d'habitude mais le concept "les associations étonnantes". Les candidats ont le choix parmi trois associations de produits : betterave-fruits rouge, potiron-agrumes et fenouil-fromage de chèvre. Pierre M. est le seul à choisir l'association fenouil-fromage de chèvre. Thomas réalise une pâtisserie à partir de potiron et agrumes tandis que Franck traite cette association en plat salé. Pierre E. et Kévin travaillent la betterave et fruits rouges. Pierre E. rencontre des difficultés après qu'il s'est rendu compte qu'il n'a pas pris la bonne variété de betteraves au garde-manger. A la dégustation, les chefs ont un coup de cœur pour l'assiette de Thomas et exposent leur déception envers les assiettes de Pierre E. et Pierre M. Ce dernier a notamment utilisé du colorant et cela est considéré comme une faute par les chefs. C'est finalement Pierre M. qui est éliminé,,,.

### Episode 6
Cet épisode est diffusé pour la première fois le lundi 29 février 2016.
Les épreuves de cet épisode s'intitulent «la Guerre des chefs». Les neuf candidats restants s'affrontent lors d'un marathon constitué d'une succession de défis au cours d'une seule journée dans les cuisines de Top Chef. Deux candidats sont qualifiés pour la semaine suivante à l'issue de chaque défi, le candidat restant à la fin des épreuves étant éliminé. Pour cette épreuve Hélène Darroze, Michel Sarran et Philippe Etchebest coachent chacun un groupe de trois cuisiniers. Cette épreuve préfigure le principe des "brigades" qui sera mis en place sur les saisons complètes à partir de la saison 8. Ainsi Hélène Darroze épaule Charles, Xavier et Joy-Astrid ; Philippe Etchebest coache Pierre, Gabriel et Thomas ; Michel Sarran a dans son équipe Coline, Kévin et Franck.
Le premier défi consiste à réaliser un dessert autour de la fraise et du sucre. Chaque chef sélectionne les deux meilleures assiettes de son équipe et c'est le chef doublement étoilé Jean-Luc Rabanel qui qualifiera deux assiettes parmi les six qui lui seront soumises à dégustation. Après une première dégustation, Michel Sarran décide de ne pas présenter l'assiette de Kévin, Philippe Etchebest écarte celle de Thomas et Hélène Darroze décide de ne pas présenter celle de Charles. Jean-Luc Rabanel déguste les assiettes des six candidats sélectionnés. Il qualifie d'abord l'assiette de Gabriel et puis celle de Joy-Astrid, après avoir hésite avec l'assiette de Pierre.
Le second défi consiste à réaliser une recette gastronomique à base de camembert, sous l'œil expert d'Éric Guerin. Cette fois-ci, les chefs ne peuvent présenter qu'une assiette par équipe. Michel Sarran sélectionne l'assiette de Coline, Hélène Darroze celle de Xavier et Philippe Etchebest celle de Pierre. Après dégustation, Eric Guérin qualifie Xavier et Pierre.
Il reste alors encore en lice les trois candidats soutenus par Michel Sarran, et un seul des candidats des deux autres chefs. Le troisième défi a pour but de revisiter la quiche lorraine, une épreuve qui sera appréciée par Olivier Streiff, demi-finaliste de la saison 6. Il sélectionne lui-même les trois assiettes à déguster sur la base du visuel, parmi les cinq candidats restant. Les assiettes sélectionnées sont celles de Kévin, Coline et Charles. Après dégustation, Olivier Streiff avoue un gros coup de cœur pour l'assiette de Charles. Il qualifie également celle de Coline.
Les trois derniers candidats Kévin, Franck et Thomas s'affrontent lord du quatrième et dernier défi. Celui consiste à travailler le tourteau, sans l'aide des trois chefs qui dégusteront les assiettes à l'aveugle. Jean-François Piège n'est pas présent. Après dégustation, les chefs félicitent Thomas pour son assiette et annoncent l'assiette éliminée qui est celle de Kévin, qui quitte le concours,.

### Episode 7
Cet épisode est diffusé pour la première fois le lundi 7 mars 2016.
Les huit candidats sont accueillis au Puy du fou lors de cet épisode. Sur une journée, les candidats enchaîneront plusieurs épreuves en extérieur dans le parc et les qualifications se feront par équipes.
La première épreuve a lieu devant des décors vikings du complexe de loisirs. Les candidats doivent revisiter une technique datant des Vikings, le fumage. L'équipe bleue, comprenant Franck, Joy-Astrid, Thomas et Coline est coachée par Hélène Darroze. L'équipe orange, aidée par Michel Sarran comprend Gabriel, Xavier, Charles et Pierre. Chaque candidat réalise un plat fumé de son choix et affrontera à la dégustation un candidat de l'équipe opposée. Les dégustations sont faites par Philippe Etchebest et Fabrice Prochasson, Meilleur ouvrier de France et historien culinaire. Aucun point n'est donné lors du duel entre l'assiette de Thomas et celle de Pierre, les deux assiettes étant jugées décevantes. L'équipe bleue marque un point grâce à l'assiette de Coline qui surclasse celle de Charles. L'équipe orange marque deux points : l'assiette de Gabriel est préférée à celle de Joy-Astrid et celle de Xavier est préférée à celle de Franck. C'est donc l'équipe orange qui remporte l'épreuve ; Xavier, Charles, Pierre et Gabriel sont qualifiés pour la semaine suivante.
La seconde épreuve a lieu dans la cour d'un hôtel Renaissance. les quatre candidats restants sont répartis en deux binômes : Joy-Astrid et Coline aidés par Hélène Darroze affrontent Franck et Thomas aidés par Michel Sarran. Le sujet est inspiré des techniques culinaires de la Renaissance : chaque binôme doit réaliser une assiette de plat salé avec des fruits et une assiette de dessert sucré réalisé avec des légumes. La dégustation est réalisée par Fabrice Prochasson. Celui-ci salue le plat de Coline mais trouve le plat de Joy-Astrid moins convaincant que les autres et qualifie l'équipe des garçons.
L'épreuve de la dernière chance se déroule en soirée devant le Stadium gallo-romain. Les deux candidates sont visiblement fatiguées et très marquées au lancement de l'épreuve, en particulier Coline qui est très émue de se retrouver en dernière chance alors que les deux assiettes qu'elle a produites dans la journée ont été complimentées. Les candidates ont une heure pour cuisiner la volaille avec deux cuissons : pochées et rôtie. La dégustation est faite par Philippe Etchebest et Hélène Darroze et ils ont du mal à départager les assiettes qui ont toutes deux leurs qualités et leurs défauts. A l'arrivée c'est l'assiette de Joy-Astrid qui n'est pas retenue. Coline est qualifiée et Joy-Astrid quitte le concours,.

### Episode 8
Cet épisode est diffusé pour la première fois le lundi 14 mars 2016.
Sept candidats sont encore au lice au début de cet épisode : Franck, Thomas, Pierre, Coline, Gabriel, Xavier et Charles. La première épreuve a lieu dans les cuisines de Top Chef et le thème est donné par Pierre Marcolini, maître chocolatier et Cédric Grolet, chef pâtissier d'un palace parisien : les candidats doivent préparer un dessert à base de chocolat, en utilisant leur savoir-faire de cuisinier pour travailler les assaisonnements. Quatre assiettes seront retenues sur le visuel et seront dégustées. Seule la meilleure assiette à la dégustation offrira une qualification pour la semaine suivante. C'est Hélène Darroze qui coache les candidats pendant leur travail en cuisine. Au bout des deux heures imparties, ce sont les assiettes de Franck, Coline, Pierre, et Thomas qui sont choisies au visuel et c'est finalement Franck, le seul candidat à avoir travaillé comme pâtissier, qui se qualifie pour la semaine suivante.
Les six candidats non qualifiés lors de l'épreuve précédente se rendent à Eugénie-les-Bains dans l'établissement du mentor de Michel Sarran, le chef trois étoiles Michel Guérard. Celui-ci donne le thème de l'épreuve aux candidats : ils devront réaliser un plat avec pour toute matière grasse seulement 10 grammes de beurre. Pour l'épreuve, ils sont répartis en deux groupes de trois, Michel Sarran et Hélène Darroze prenant chacun la direction d'un groupe. Dans chaque groupe , les chefs responsables ne sélectionneront que deux assiettes sur les trois pour la dégustation. Puis sur les quatre assiettes dégustées par Michel Guérard, les deux meilleures permettront aux candidats de se qualifier. Michel Sarran a dans son groupe Xavier, Pierre et Charles, Hélène Darroze a dans son groupe Gabriel, Coline et Thomas. Michel Sarran décide d'écarter l'assiette de Charles, Hélène Darroze celle de Thomas. Finalement après la dégustation, Michel Guérard indique qu'il a eu un gros coup de cœur pour l'assiette de Coline. Il qualifie également Pierre pour la semaine suivante.
Gabriel, Thomas, Charles et Xavier se retrouvent donc en dernière chance. Le thème est le trompe-l'œil. Les assiettes sont jugées par Michel Sarran, Hélène Darroze, Jean-François Piège et Philippe Etchebest. L'assiette de Xavier enthousiasme le jury à la fois visuellement et gustativement. Les assiettes de Thomas et Charles sont plutôt réussies visuellement mais présentent des défauts importants au niveau des saveurs. Enfin, si la préparation de Gabriel était plutôt réussie sur le visuel et le goût, il n'a pas eu le temps en fin d'épreuve d'enlever les cercles à pâtisserie de son plat, ce qui est une faute majeure. Xavier reçoit ainsi les félicitations du jury, et parmi les trois autres candidats c'est finalement Charles qui est éliminé du concours,.

### Episode 9
Cet épisode est diffusé pour la première fois le lundi 21 mars 2016.
Les six candidats restant s'affrontent dans la traditionnelle «Guerre des restos». Pour cela, ils sont répartis par tirage au sort en trois binômes : Coline et Gabriel ; Franck et Pierre ; Thomas et Xavier. Ils disposeront de 48 heures et d'un budget de 2500 euros pour créer un restaurant : son concept, sa décoration et son menu. 
Les candidats commencent par visiter les trois restaurants disponibles dans la ville de Saint-Maur-des-Fossés, en banlieue parisienne, puis doivent se concerter pour se répartir les établissements. Franck et Pierre sont tout de suite partants pour récupérer l'ancienne crêperie, sans devanture, qui ne séduit pas du tout les autres candidats. Les deux autres binômes désirent tous deux récupérer l'auberge savoyarde, à la cuisine fonctionnelle. Coline décide de la laisser à Xavier et Thomas pour ne pas perdre de temps. Gabriel est dépité de cette décision prise sans concertation et hérite donc avec Coline du restaurant lounge aux couleurs criardes.
Entre Coline et Gabriel la communication semble difficile. Ils arrivent cependant à se mettre d'accord sur le fait d'utiliser le caractère semi-ouvert de la cuisine pour réaliser le dressage sur le comptoir en salle, devant les clients. Le nom du restaurant L'envers du décor valorise ce concept. Gabriel achète les meubles et Coline la décoration. L'ex-candidate Joy-Astrid vient assister le binôme comme commis pour le second jour. Lors de la préparation des plats en cuisine, l'ambiance se tend entre Coline et Gabriel et Philippe Etchebest, qui fait le tour des candidats, est obligé de les recadrer sévèrement. Il pointe également la faute de Gabriel qui a jeté de la nourriture au lieu de la retravailler. La carte comprend en entrée un « œuf mollet, royale de foie gras, sauce suprême et couronne de condiments », en plat un « filet mignon de porc, sauce cochon aux agrumes, purée et légumes croquants » et enfin en dessert une « déclinaison de fruits rouges, moelleux et crémeux à l'amande amère ».
A l'inverse de Coline et Gabriel, Franck et Pierre sont très complices et enthousiastes. Ils partent ensemble sur un concept de restaurant espagnol, La Cocina Loca. Franck s'occupe du mobilier et parvient à trouver quelques objets d'inspiration espagnole (une tête de taureau, un cactus rouge...). Pierre a moins de succès avec la décoration. Leur principale difficulté est de rendre l'entrée du restaurant attractive, or celle-ci n'est constituée que d'un long passage couvert débouchant sur rue, le restaurant étant situé au premier étage. Ils sont aidés le second jour par l'ex-candidat Pierre Meneau. Après que Philippe Etchebest a alerté les candidats sur la faible attractivité de leur devanture, Pierre Meneau est envoyé dans les rues commerçantes chercher des éléments de décor pour améliorer la visibilité du concept de restau à l'entrée. Leur carte propose du «poulpe, risotto de perles à l'encre et citron» en entrée, un «cochon rôti et son ragoût de pois chiches au chorizo» en plat et pour conclure un dessert constitué d'une «quenelle de ganache chocolat et suprêmes de clémentines».
Xavier et Thomas ont du mal à s'accorder car leurs deux univers sont opposés : Xavier est un citadin aimant une cuisine raffinée et complexe, tandis que Thomas se sent plus comme un campagnard aimant travailler des produits simples. Ils se mettent d'accord sur un concept de «campagne chic» et nomment leur restaurant le Vert Tige. Xavier achète les meubles et amène également un banc parisien, une corbeille de rue parisienne et un lampadaire en forme de cheval. Thomas amène de la décoration d'inspiration très campagnarde : des légumes, des bottes de paille, une poule dans une cage de fortune... Lors de sa visite, Philippe Etchebest les alerte sur le manque de lisibilité de leur concept et leur demande de prendre parti entre l'image urbaine ou campagnarde. Xavier concède finalement à Thomas le concept campagnard et se console en se disant qu'il sera surtout en cuisine tandis que Thomas sera en salle. Le binôme est renforcé par l'ex-candidat Kévin. Leur carte propose un «ravioli de cabillaud confit aux agrumes, émulsion choux-fleur anguille», suivi d'un «black angus au foin et chou farci, ris de veau foie gras» avant de conclure avec une «betterave, fruits rouges, sorbet yaourt, meringue, crumble».
Le soir venu, un groupe de onze habitants de Saint-Maur-des-Fossés visite les trois devantures des restaurants et examine les menus, avant de voter pour les deux restaurants dans lesquels ils préfèrent dîner. Après dépouillement, Le Vert Tige arrive en tête des votes, suivi de l'Envers du Décor. C'est donc la Cocina Loca de Franck et Pierre qui n'ouvre pas ses portes. Ces deux candidats disputeront donc l'épreuve de dernière chance. Les deux restaurants sélectionnés sont ensuite testés par les onze habitants et par Philippe Etchebest, Hélène Darroze, Jean-François Piège et Michel Sarran. Après les dîners, un nouveau vote attribue une victoire nette par 13 voix contre 2 au restaurant de Xavier et Thomas, qui sont donc qualifiés pour la semaine suivante. Coline et Gabriel devront donc également disputer l'épreuve de dernière chance.
En dernière chance, c'est Jean-François Piège qui donne le thème de l'épreuve aux candidats : ils ont une heure pour rendre le jambon-beurre gastronomique. Après dégustation, les quatre chefs indiquent qu'ils ont eu un coup de cœur pour le plat de Pierre. Celui-ci a alors un mot de remerciement pour Coline qui l'avait aidé à dresser ses assiettes, alors qu'il était en difficulté. Les chefs qualifient ensuite Coline, et indiquent que les deux assiettes restantes sont décevantes. L'assiette de Gabriel est qualifiée de justesse et c'est Franck qui est éliminé à son tour du concours,,.

### Episode 10
Cet épisode est diffusé pour la première fois le lundi 28 mars 2016.
Les cinq candidats encore en lice s'affrontent pour tenter de se qualifier : les quarts de finale attendent les cuisiniers créatifs.
Pour la première épreuve, Philippe Etchebest reçoit les concurrents dans son restaurant, Le quatrième Mur, dans l'enceinte du Grand Théâtre de Bordeaux. Ils devront donner leur interprétation d'un plat populaire : le steak frites. Philippe Etchebest ne dégustera que trois assiettes, sélectionnées sur leur dressage. Pendant les préparatifs, le chef alerte Coline et Thomas sur leur projet de dressage qu'il trouve de qualité trop faible. Coline modifie son projet, tandis que Thomas recommence complètement ses dressages pendant la dernière minute de l'épreuve ! Au visuel, Philippe Etchebest sélectionne les assiettes de Thomas, Xavier et Pierre. Après dégustation, il hésite longuement avant de donner la victoire à Pierre qui est le premier qualifié pour les quarts de finale.
Les quatre candidats restants se retrouvent dans les cuisines de Top Chef. Le chef Pierre Gagnaire, triplement étoilé, demande aux cuisiniers de travailler sur l'amertume. À l'aide de pamplemousses, d'endives, de bière, de chocolat ou d'autres produits amers, les candidats vont devoir réaliser une recette à base de cabillaud. Après avoir dégusté les quatre assiettes, chacune présentée par le candidat l'ayant réalisée, Pierre Gagnaire indique qu'il a une préférence pour les assiettes de Xavier et Coline et donne la victoire à cette dernière, qualifiée à son tour pour les quarts de finale.
Gabriel, Xavier et Thomas se retrouvent en dernière chance et disposent d'une heure pour créer un plat où la pomme est l'élément central. La dégustation est faite à l'aveugle par Michel Sarran, Hélène Darroze et Philippe Etchebest. Chaque chef a un coup de cœur pour une assiette différente mais finalement il y a quand même un candidat éliminé est c'est Gabriel,.

### Episode 11
Cet épisode est diffusé pour la première fois le lundi 4 avril 2016.
Les quatre derniers candidats en compétition : Xavier, Pierre, Thomas et Coline, tentent de gagner leur place pour la demi-finale.
La première épreuve, tournée dans les cuisines de Top Chef, porte sur les coquillages. Les candidats doivent préparer deux plats. Un plat pour le jury de chefs constitué d'Arnaud Donckele (chef trois étoiles) et de Sylvain Guillemot (chef deux étoiles) ; un second plat «ludique» pour un jury d'enfants. Si un candidat parvient à obtenir le vote des deux jurys, il se qualifie directement pour la demi-finale. Les quatre candidats sont coachés en cuisine par Philippe Etchebest.
A la fin de l'épreuve, les résultats sont données aux candidats par le jeu d'un tirage de couteaux. Les quatre candidats sont placés côte à côte face à deux couteaux chacun. Ils tirent en même temps leur premier couteau d'une boîte afin d'en révéler la lame. Seul Xavier découvre une lame verte (les autres une lame acier), révélant qu'il a gagné le vote du jury des enfants. Il est alors invité à tirer le second couteau et découvre une seconde lame verte, révélant qu'il a remporté le vote des chefs sur l'autre assiette. Xavier est donc qualifié directement en demi-finale et ne participe pas à la suite de cet épisode.
À Toulouse, les trois candidats restants prennent possession des cuisines de Michel Sarran, pour un nouveau défi autour de la soupe, un plat populaire dont ils doivent faire un plat gastronomique avec une scénographie originale et spectaculaire. Ils doivent là encore gagner le vote de deux jurys différents, d'une part celui composé de Michel Sarran seul et d'autre part celui d'un jury constitué de proches de Michel Sarran : son épouse Françoise, son maraîcher Jean-Luc et un de ses anciens cuisiniers, Georges.
Chaque candidat a un thème imposé qu'il découvre sur sa paillasse en cuisine : Thomas doit réaliser une soupe à l'oignon, Coline une soupe de poulet et vermicelles et Pierre une soupe de poisson. Après l'épreuve, les résultats sont de nouveau dévoilés par le tirage de deux couteaux et Thomas tire une première puis une seconde lame verte, révélant qu'il a gagné le vote des deux jurys.
Coline et Pierre se retrouvent donc face à face en dernière chance sur le thème de la ratatouille pour tenter d'arracher la dernière place en demi-finale. L'épreuve revêt une tension émotionnelle particulière, car les deux candidats sont devenus amis au fil des épisodes. Les assiettes sont dégustées à l'aveugle par Michel Sarran, Philippe Etchebest et Hélène Darroze. Le jury trouve les deux assiettes très réussies et préfère de justesse l'assiette de Coline qui est la dernière qualifiée en demi-finale et c'est Pierre qui est éliminé,.

### Episode 12 - Demi-finale
Cet épisode est diffusé pour la première fois le lundi 11 avril 2016.
Avant les épreuves, les candidats retrouvent, chacun à leur tour, leurs proches dans les vestiaires de Top Chef. Coline retrouve son mari et son fils. Xavier reçoit la visite de sa mère. Thomas revoit sa femme et sa fille.
C'est ensuite le moment des trois épreuves de demi-finale. Chacun des trois candidats propose son propre thème d'épreuve et affronte ses deux rivaux. A la dégustation de chaque épreuve, le jury établit un classement des trois assiettes. Si le jury place en tête le plat du candidat qui a proposé l'épreuve, personne ne marque de points. dans le cas contraire, chacun des adversaires dont l'assiette se classe devant celle du candidat qui a proposé l'épreuve marque un point. À l'issue des trois manches, les deux demi-finalistes qui ont remporté le plus de points accèdent à la finale.
La première épreuve est celle de Thomas et se déroule dans les cuisines de Top Chef. Thomas demande de réaliser un dessert de légumes dans les conditions d'une épreuve de dernière chance, c'est-à-dire en une heure. Les candidats sont aidés par Philippe Etchebest. Thomas réalise un dessert de betterave, haricots rouges et framboise mais n'arrive pas à démouler les coques en chocolat qu'il devait farcir avec sa préparation. Il dresse donc dans l'urgence son appareil directement sur l'assiette. Xavier propose une tartelette topinambours, panais en deux façons et betterave glacée. Coline propose un dessert à base de carottes et réussit à réaliser en une heure un sorbet de betterave et à l'intégrer à son dressage. La dégustation des desserts est faite par Jean-François Piège et Michel Sarran. Ils classent en dernier l'assiette de Thomas. Xavier et Coline marquent donc chacun un point.
La seconde épreuve a lieu dans les jardins du Trianon Palace, à Versailles. Xavier demande aux deux autres candidats de réaliser un raviolo (une grosse raviole farcie) en deux heures. Michel Sarran coache les trois candidats. Xavier réalise un raviolo de caille et café. Thomas réalise un raviolo de caille confite avec un crémeux de céleri. Coline propose un raviolo «de la mer» avec artichauts, céleri et maquereau. Les plats sont dégustés par Hélène Darroze et Jean-François Piège. Ils classent Xavier en seconde place devant Coline. Thomas est classé en première place et marque un point, revenant ex æquo avec ses adversaires.
Dans la troisième et dernière épreuve, tournée dans les cuisines de Top Chef, Coline demande à ses adversaires de revisiter l'aïoli. Les candidats sont aidés par Hélène Darroze. Les dégustations sont faites par Philippe Etchebest, Jean-François Piège et Michel Sarran. Coline propose son «aïoli surprise», constitué d'une timbale de légumes et mousseline de cabillaud avec une sauce à l’ail. Le jury trouve que sa sauce à l'ail manque de caractère. Thomas propose un «cabillaud en tenue d'été» avec du rouget et une mousseline de cabillaud et une sauce mousseline à l'ail. Jean-François Piège trouve que le plat traditionnel est trop travesti. Xavier intitule son plat «Mon pari sur l'aïoli» avec une ballottine de cabillaud, des légumes vapeur, une sauce à l'ail et safran. Le jury trouve que le safran est trop présent. Cependant il classe le plat de Xavier en première place, devant Coline, seconde. Xavier marque donc un point supplémentaire et se qualifie directement en finale.
Coline et Thomas sont ex æquo avec un point chacun et sont départagés par le jury. Les résultats sont révélés par un tirage de couteaux devant le jury. Coline découvre une lame acier qui lui indique qu'elle est qualifiée à son tour en finale. Thomas révèle une lame orange, signe qu'il est éliminé,,.

### Episode 13 - Finale
Cet épisode est diffusé pour la première fois le lundi 18 avril 2016.
Xavier et Coline se retrouvent face à face dans la finale organisée à l'hôtel Royal de Deauville. L'unique épreuve consiste à cuisiner un menu complet pour cent convives, bénévoles de la Croix Rouge, qui jugeront, à l'aveugle, le meilleur menu de la soirée.
Les finalistes sont épaulés par des anciens candidats éliminés lors des épisodes précédents. Ils se constituent une brigade en sélectionnant à tour de rôle un commis parmi les huit anciens candidats invités. Xavier remporte le tirage au sort et choisit en premier Franck puis Thomas, Pierre M. et Gabriel, en alternance avec Coline qui sélectionne Pierre E., Charles, Kévin et Joy-Astrid. L'équipe de Xavier reçoit des foulards bleus, celle de Coline des foulards orange.
Les équipes ont 10 heures pour cuisiner et reçoivent la visite successive des chefs du jury qui les conseillent : Michel Sarran passe voir les projets de menu, Philippe Etchebest supervise les entrées puis Hélène Darroze les plats, enfin Jean-François Piège vient regarder les propositions de dessert. Michel Sarran alerte Coline sur la quantité de travail que représente son projet de menu, tandis qu'il trouve Xavier serein et bien en place. Jean-François Piège constate que Coline ne pourra réaliser ses verrines en sucre et trouve que Xavier réalise un dessert trop simple, dont l'effet ne repose que sur le parti visuel de le présenter dans une coupe en glaçon, éclairée par en dessous. 
Coline propose dans son menu «A» des « Saint-Jacques acidulées, betterave, poivre timut et fruits de la passion » en entrée, suivie d'un « veau de lait rôti, poudre de viande des Grisons, jus à la moelle, ravioles et potiron en condiments » puis d'un « crousti' agrumes » en dessert. 
Xavier propose de son côté dans son menu «B» une « araignée de mer et son tortellini, champignons sauvages et citron yuzu » en entrée, une « canette de Bresse, déclinaison de betteraves et jus de cuisson » en plat avant une » île flottante exotique, granité coco et compotée d'ananas » en dessert. 
A la dégustation, les quatre chefs ont un coup de cœur pour l'entrée de Coline et trouvent l'entrée de Xavier trop classique. Ils ont un jugement mitigé sur les deux plats et trouvent le dessert de Xavier juste convenable, mais le dessert de Coline en dessous. 
Après la dégustation, Jean-François Piège, Michel Sarran et Philippe Etchebest attribuent 6 points à Coline et 4 points à Xavier. Jean-François Piège dit avoir ressenti plus d'émotion dans les plats de Coline, à l'oppose des plats de Xavier jugés trop technique. Philippe Etchebest souligne le courage de Coline. Hélène Darroze, quant à elle, donne 7 points à Coline et 3 points à Xavier. 
Les chefs ont distribué 40 points mais les 100 convives, de leur côté, répartissent chacun 10 points, soit 1000 points supplémentaires, entre les deux candidats. 
La découverte des résultats du scrutin a été tournée le 4 avril 2016, soit plus de trois mois après le tournage de la finale. Elle est diffusée le 18 avril 2016. Xavier Pincemin l'emporte sur Coline Faulquier avec 52,5 % des points et un gain de 52 500 €.
Cet épisode a été le plus regardé de la saison.

## Audiences
| Épisode | Jour et horaire de diffusion               | Téléspectateurs | Parts de marché (sur les 4 ans et plus) | Référence |
| ------- | ------------------------------------------ | --------------- | --------------------------------------- | --------- |
| 1       | Lundi 25 janvier 2016 (20 h 50 - 23 h 00)  | 2 968 000       | 13,2 %                                  | [ 39 ]    |
| 2       | Lundi 1er février 2016 (20 h 50 - 23 h 00) | 3 181 000       | 14,4 %                                  | [ 40 ]    |
| 3       | Lundi 8 février 2016 (20 h 50 - 23 h 00)   | 2 842 000       | 11,6 %                                  | [ 41 ]    |
| 4       | Lundi 15 février 2016 (20 h 50 - 23 h 00)  | 2 837 000       | 11,8 %                                  | [ 42 ]    |
| 5       | Lundi 22 février 2016 (20 h 50 - 23 h 00)  | 2 890 000       | 12 %                                    | [ 43 ]    |
| 6       | Lundi 29 février 2016 (20 h 50 - 23 h 00)  | 2 835 000       | 12,8 %                                  | [ 44 ]    |
| 7       | Lundi 7 mars 2016 (20 h 50 - 23 h 00)      | 2 554 000       | 11,2 %                                  | [ 45 ]    |
| 8       | Lundi 14 mars 2016 (20 h 50 - 23 h 00)     | 2 661 000       | 12,3 %                                  | [ 46 ]    |
| 9       | Lundi 21 mars 2016 (20 h 50 - 23 h 00)     | 2 570 000       | 12,5 %                                  | [ 47 ]    |
| 10      | Lundi 28 mars 2016 (20 h 50 - 23 h 00)     | 3 063 000       | 13,2 %                                  | [ 48 ]    |
| 11      | Lundi 4 avril 2016 (20 h 50 - 23 h 00)     | 2 895 000       | 13,2 %                                  | [ 49 ]    |
| 12      | Lundi 11 avril 2016 (20 h 50 - 23 h 00)    | 2 801 000       | 13 %                                    | [ 50 ]    |
| 13      | Lundi 18 avril 2016 (20 h 50 - 23 h 00)    | 3 347 000       | 16,1 %                                  | [ 51 ]    |

| Épisode | Jour et horaire de diffusion | Téléspectateurs | Parts de marché (sur les 4 ans et plus et invités) | Référence |
| ------- | ---------------------------- | --------------- | -------------------------------------------------- | --------- |
| 1       | Mardi 26 janvier 2016        | 440 100         | 28,1 %                                             | [ 52 ]    |
| 2       | Mardi 2 février 2016         | 392 528         | 24,1 %                                             | [ 53 ]    |
| 3       | Mardi 9 février 2016         | 381 100         | 25,5 %                                             | [ 54 ]    |
| 4       | Mardi 16 février 2016        | 431 900         | 28,5 %                                             | [ 55 ]    |
| 5       | Mardi 23 février 2016        | 450 300         | 31,3 %                                             | [ 56 ]    |
| 6       | Mardi 1er mars 2016          | 460 000         | 31,7 %                                             | [ 57 ]    |
| 7       | Mardi 8 mars 2016            | 393 900         | 30,3 %                                             | [ 58 ]    |
| 8       | Mardi 15 mars 2016           | 432 800         | 29,2 %                                             | [ 59 ]    |
| 9       | Mercredi 23 mars 2016        | 277 800         | 27,9 %                                             | [ 60 ]    |
| 10      | Mardi 29 mars 2016           | 333 500         | 22,2 %                                             | [ 61 ]    |
| 11      | Mardi 5 avril 2016           | 380 500         | 25 %                                               | [ 62 ]    |
| 12      | Mardi 12 avril 2016          | 454 100         | 30,5 %                                             | [ 63 ]    |
| 13      | Mardi 19 avril 2016          | 432 300         | 31 %                                               | [ 64 ]    |

Légende :
- plus hauts scores d'audiences
- plus bas scores d'audiences